# 轮烷命名法
- 轮烷命名法的目的是在系统上为轮烷进行命名。
- 现在的命名法为IUPAC命名法推荐稿，正式命名法还没有公布，正在起草中。
- 中文命名法正在翻译中。

## ROT-1.术语表

### ROT-1.1.轮烷(类)
- ROT-1.1：轮烷是至少一个环状分子套在至少一个线型组分上而组成的物质。
  - 例：

### ROT-1.2.大环分子
- ROT-1.2：大环分子是摩尔质量不大的环状分子，它至少有一个大的环，并且不是高分子。
- 例：
  - 大环分子：
  - 环状高分子：

### ROT-1.3.穿插组分(类)
- ROT-1.3：穿插组分是轮烷中的一个组分，由至少一个线型分子组成，这个线型分子从至少一个大环分子组成。
  - 例：

### ROT-1.5.识别位置
- ROT-1.5：识别位置是穿插组分中的一部分，这一部分容易和大环分子发生联系。

## ROT-2.轮烷命名法的历史
首部轮烷命名法系统是在1971年由Schill提出。按照这一系统轮烷名称包括四部分：
- (a)前缀，由方括号及括号内的表示轮烷组分总数的正整数构成
- (b)穿插组分的名称
- (c)每个大环分子的名称
- (d)后缀“轮烷”
- 下面是一通用Schill命名法的例子：
  - [x]-[穿插组分名称]-[大环分子1的名称]-[大环分子2的名称]-[大环分子3的名称]-...-轮烷

2000年Vögtle等人建议了一种普通命名法系统，把Schill的前缀扩充了更多的信息，包括是机械连接或共价连接以区别分子间轮烷和分子内轮烷。
- 例如：
  - 类型2.1的[3]轮烷在Vögtle系统中的前缀为[3ax1meccy2,cy2mecax3]
  - 类型9的[1]轮烷在Vögtle等人的提议中的普通命名为[21cov2,1mec2]轮烷

现在的这一命名法系统是在Vögtle等人的命名系统的基础上的修正。

## ROT-3.轮烷的类型
- 11类普通型的轮烷描述在下表中：

| 类型 | 普通结构 | 名称               | 特征                                                                                                   |
| 1.1  |          | [2]轮烷            | 一个线型分子，套着一个大环分子                                                                         |
| 1.2  |          | [3]轮烷            | 一个线型分子，套着两个大环分子                                                                         |
| 1.3  |          | [4]轮烷            | 一个线型分子，套着三个大环分子                                                                         |
| 2.1  |          | [3]轮烷            | 两个线型分子，套着一个大环分子                                                                         |
| 2.2  |          | [4]轮烷            | 两个线型分子，套着两个大环分子                                                                         |
| 3    |          | [3]轮烷            | 两个共价相连的大环分子，线型分子可以从中穿过                                                           |
| 4    |          | [4]轮烷            | 三个共价相连的大环分子并呈Y形，每个大环分子可以穿过一个线型分子                                        |
| 5    |          | [3]轮烷            | 穿插组分由被一个足够大的基团隔开的两个线型组分构成，而那个基团大得足以阻止大环分子在两个线型组分间移动 |
| 6    |          | [3]轮烷或[4]轮烷   | 三个线型组分组呈Y形，大环分子可以套在任意线型组分上                                                    |
| 7    |          | [3]轮烷            | 四个线型组分呈X形，大环分子可以套在任意线型组分上                                                      |
| 8    |          | [3]轮烷            | 五个线型组分呈H形，大环分子可以套在任意线型组分上                                                      |
| 9    |          | [2]轮烷            | 一个分子的线型部分，套着那个分子的大环部分                                                             |
| 10   |          | 环形和非环形“菊键” | 每个分子包含线型半部和大环半部，一个分子的线型半部，套着另一个分子的大环半部                           |
| 11   |          | 链轮烷             | 由两个组分构成的索烃，每个组分有两个有共价连接的大环组成                                               |

## ROT-7.轮烷以及其系统命名的例子
轮烷经常会包含许多环状片断，所以许多化合物可以用芬命名法。
- 例一：一个类型1.1的[2]轮烷，由对称组分组成，不会有异构体。

- - 英文名称：[2]([13,15,83,85-tetra-tert-butyl-1,8(1),4,5(1,4)-tetrabenzenaoctaphane-2,6-diene]-rotaxa-{105-tert-butyl-73,75,132,136,203,205,263,265-octamethyl-8,12,21,25-tetraaza-7,13,20,26(1,4),10,23(1,3)-hexabenzenadispiro[5.7.5.7]hexacosaphane-9,11,22,24-tetrone})
  - 中文名称：[2]([13,15,83,85-四叔丁基-1,8(1),4,5(1,4)-四苯并八芳-2,6-二烯]-轮-{105-叔丁基-73,75,132,136,203,205,263,265-八甲基-8,12,21,25-四氮杂-7,13,20,26(1,4),10,23(1,3)-六苯并二螺[5.7.5.7]二十六芬-9,11,22,24-四酮})

- 例二：一个类型1.2的[3]轮烷，由对称组分组成，不会有异构体。

- - 英文名称：[3]({2,2'-disulfanediylbis[N-(anthracen-9-ylmethyl)ethanaminium]}-rotaxa-[2,5,8,11,13,16,19,22-octaoxa-1,12(1,2)-dibenzenacyclodocosaphane]) bis(triiodide)
  - 中文名称：[2]双(三碘化) [3]({2,2'-二硫烷二基[N-(9-蒽基甲基)乙铵正离子]}-轮-[2][2,5,8,11,13,16,19,22-八氧杂-1,12(1,2)-二苯并环二十二芬])

- 例三：一个类型1.1的[2]轮烷，不会有异构体。

- - 英文名称：[2]({N,N'-[1,4-phenylenebis(methylene)]bis[(4-{[4,5-bis(ethoxycarbonyl)-1H-1,2,3-triazol-1-yl]methyl}phenyl)methanaminium]}-rotaxa-[2,5,8,11,13,16,19,22-octaoxa-1,12(1,2)-dibenzenacyclodocosaphane])
  - 中文名称：[2]({N,N'-[1,4-亚苯基双(亚甲基)]双[(4-{[4,5-双(乙酰氧基)-1H-1,2,3-三唑-1-基]甲基}苯基)甲铵离子]}-轮-[2,5,8,11,13,16,19,22-八氧杂-1,12(1,2)-二苯并环二十二芬])

- 例四：

- - 英文名称：[4]{[2][N,N'-(1,4-phenylene)bis(N-benzylmethanaminium)]-rotaxa-[2][2,5,8,11,14,16,19,22,25,28-decaoxa-1,15(1,4)dibenzenacyclooctacosaphane]} tetrakis(hexafluorophosphate)
  - 中文名称：[4]{[2][N,N'-(1,4-亚苯基)双(N-苯甲基甲铵离子)]-轮-[2][2,5,8,11,14,16,19,22,25,28-十氧杂-1,15(1,4)二苯并环二十八芬]}四(六氟磷酸)盐

- 例五：一个类型3的[3]轮烷，穿插组分的位置异构可能存在，前缀1:1表四此异构体。

- - 英文名称：1:1-[3]{[2][N,N'-bis(4-tritylphenyl)-1,4-benzenedicarboxamide]-rotaxa-{8,8'-[ethane-1,2-diylbis(oxyethane-2,1-diyl)]bis{235-tert-butyl-73,75,132,136,203,205,263,265-octamethyl-9λ6-thia-8,12,21,25-tetraaza-7,13,20,26(1,4),10,23(1,3)-hexabenzenadispiro[5.7.5.7]hexacosaphane-9,9,11,22,24-pentone}}}
  - 中文名称：1:1-[3]{[2][N,N'-双(4-三苯甲基苯基)-1,4-苯二甲酰胺]-轮-{8,8'-[乙烷-1,2-二基双(氧代乙烷-2,1-二基)]双{235-叔丁基-73,75,132,136,203,205,263,265-八甲基-9λ6-硫杂-8,12,21,25-四氮杂-7,13,20,26(1,4),10,23(1,3)-六苯并二螺[5.7.5.7]二十六芬-9,9,11,22,24-五酮}}}

- 例六：一个类型5的[3]轮烷，可能有异构体。

- - 英文名称：1:0:1-[3]{[3,3'-(ethane-1,2-diylbis{oxyethane-2,1-diyl[(4-tritylphenyl)imino]sulfonyl})bis''N''-(4-tritylphenyl)benzamide-rotaxa-[2][105-tert-butyl-73,75,132,136,203,205,263,265-octamethyl-8,12,21,25-tetraaza-7,13,20,26(1,4),10,23(1,3)-hexabenzenadispiro[5.7.5.7]hexacosaphane-9,11,22,24-tetrone]}
  - 中文名称：1:0:1-[3]{[3,3'-(乙烷-1,2-二基双{氧代乙烷-2,1-二基[(4-三苯甲基苯基)亚氨基]磺酰基})双''N''-(4-三苯甲基苯基)苯甲酰胺-轮-[2][105-叔丁基-73,75,132,136,203,205,263,265-八甲基-8,12,21,25-四氮杂-7,13,20,26(1,4),10,23(1,3)-六苯并二螺[5.7.5.7]二十六芬-9,11,22,24-四酮]}

- 例七：类型10的环状菊键[2]轮烷，由两个对称组分组成，不会有异构体。

- - 英文名称：[cyclo-2]{rotaxa-[(3,5-di-tert-butylphenyl)-N-(4-{(Z)-2-[2,5,8,11,13,16,19,22-octaoxa-1(1,2),12(1,3)-dibenzenacyclodocosaphan-125-yl]vinyl}benzyl)methanaminium]} bis(hexafluorophosphate)
  - 中文名称：[环-2]{轮-[(3,5-二-叔丁基苯基)-N-(4-{(Z)-2-[2,5,8,11,13,16,19,22-八氧杂-1(1,2),12(1,3)-二苯并环二十二芬-125-基]乙烯基}苯甲基)甲铵离子]} 二(六氟磷酸)盐

- 例八：类型1.1的[2]轮烷，可能有异构体。

- - 英文名称：rs2-MC-[2]{[13,15,103,105-tetra-tert-butyl-8-aza-31λ5,41λ5-3(1,4),4(4,1)-dipyridina-1,10(1),6(1,4)-tribenzenadecaphan-8-ium-31,41-bis(ylium)]-rotaxa-[2,5,8,11,13,16,19,22-octaoxa-1,12(1,4)-dibenzenacyclodocosaphane]}
  - 中文名称：rs2-MC-[2]{[13,15,103,105-四叔丁基-8-氮杂-31λ5,41λ5-3(1,4),4(4,1)-二吡啶并-1,10(1),6(1,4)-三苯并癸芬-8-正离子-31,41-双正离子]-轮-[2,5,8,11,13,16,19,22-八氧杂-1,12(1,4)-二苯并环二十二芬]}

- 例九：类型1.1的[2]轮烷。

- - 英文名称：(rs2-MC-[2]{[1,23-di-tert-butyl-2,2,22,22-tetrakis(4-tert-butylphenyl)-4,17,20-trioxa-15(2,9)-[1,10]phenanthrolina-8(5,2),9(2,6),10(2,5)-tris(pyridina-κN)-1,23(1),3,16,21(1,4)-pentabenzenatricosaphane]-rotaxa-[4,7,10,13,16,19-hexaoxa-2(2,9)-phenanthrolina-1,3(1,4)-dibenzenacyclononadecaphane-κN,κN']})copper(2+)
  - 中文名称：(rs2-MC-[2]{[1,23-二叔丁基-2,2,22,22-四(4-叔丁基苯基)-4,17,20-三氧杂-15(2,9)-[1,10]菲绕啉并-8(5,2),9(2,6),10(2,5)-三(吡啶并-κN)-1,23(1),3,16,21(1,4)-五苯并二十三芬]-轮-[4,7,10,13,16,19-六氧杂-2(2,9)-菲绕啉并-1,3(1,4)-二苯并环二十九芬-κN,κN']})合铜(2+)

- 例十：类型1.2的[3]轮烷。

- - 英文名称：AA-[3]({N,N'-[oxybis(ethane-2,1-diyloxyethane-2,1-diyl)]bis{4-[(4-tritylphenoxy)methyl]benzamide}}-rotaxa-[2](235-tert-butyl-73,75,132,136,203,205,263,265-octamethyl-9λ6-thia-8,12,21,25-tetraaza-7,13,20,26(1,4),10,23(1,3)-hexabenzenadispiro[5.7.5.7]hexacosaphane-9,9,11,22,24-pentone)}
  - 中文名称：AA-[3]({N,N'-[氧代双(乙烷-2,1-二基氧代乙烷-2,1-二基)]双{4-[(4-三苯甲基苯氧基)甲基]苯甲酰胺}}-轮-[2](235-叔丁基-73,75,132,136,203,205,263,265-八甲基-9λ6-硫杂-8,12,21,25-四氮杂-7,13,20,26(1,4),10,23(1,3)-六苯并二螺[5.7.5.7]二十六芬-9,9,11,22,24-五酮)}

- 例十一：类型7的[3]轮烷。

- - 英文名称：1-C:0:1-C:0-[3][{3,3',3'',3'''-[porphyrin-5,10,15,20-tetrayltetrakis(4,1-phenyleneoxy)]tetra(1-propanaminium)}-rotaxa-[2](β-cyclodextrin)] tetrakis(tetraphenylborate)
  - 中文名称：1-C:0:1-C:0-[3][{3,3',3'',3'''-[卟啉-5,10,15,20-四基四(4,1-亚苯氧基)]四(1-丙铵离子)}-轮-[2](β-环糊精)] 四(四苯硼酸)酯

- 例十二：类型9的[1]轮烷。

- - 英文名称：A-rotaxa-[1][3-({[2-(2-{2-[235-tert-butyl-73,75,132,136,203,205,263,265-octamethyl-9,9,11,22,24-pentaoxo-9λ6-thia-8,12,21,25-tetraaza-7,13,20,26(1,4),10,23(1,3)-hexabenzenadispiro[5.7.5.7]hexacosaphan-8-yl]ethoxy}ethoxy)ethyl](4-tritylphenyl)amino}sulfonyl)-N-(4-tritylphenyl)benzamide]
  - 中文名称：A-轮-[1][3-({[2-(2-{2-[235-叔丁基-73,75,132,136,203,205,263,265-八甲基-9,9,11,22,24-五氧代-9λ6-硫杂-8,12,21,25-四氮杂-7,13,20,26(1,4),10,23(1,3)-六苯并二螺[5.7.5.7]二十六芬-8-基]乙氧基}乙氧基)乙基](4-三苯甲基苯基)氨基}磺酰基)-N-(4-三苯甲基苯基)苯甲酰胺]

- 例十三：类型11的[3]轮烷。

- - 英文名称：1:0:0:1-[3]([2]{N,N'-bis[4-(triphenylmethyl)phenyl]-1,4-benzenedicarboxamide}-rotaxa-{(1-1)-[2][catena-(8,8'-[ethane-1,2-diylbis(oxyethane-2,1-diyl)]bis{235-tert-butyl-73,75,132,136,203,205,263,265-octamethyl-9λ6-thia-8,12,21,25-tetraaza-7,13,20,26(1,4),10,23(1,3)-hexabenzenadispiro[5.7.5.7]hexacosaphane-9,9,11,22,24-pentone})]}
  - 中文名称：1:0:0:1-[3]([2]{N,N'-双[4-(三苯甲基)苯基]-1,4-苯二甲酰胺}-轮-{(1-1)-[2][链-(8,8'-[乙烷-1,2-二基双(氧代乙烷-2,1-二基)]双{235-叔丁基-73,75,132,136,203,205,263,265-八甲基-9λ6-硫杂-8,12,21,25-四氮杂-7,13,20,26(1,4),10,23(1,3)-六苯并二螺[5.7.5.7]二十六芬-9,9,11,22,24-五酮})]}